# Smashburger
Smashburger IP Holder LLC, fazendo negócios como Smashburger, (estilizado como SmasHBURGER), é uma cadeia americana de restaurantes de hambúrgueres fast-casual fundada em Denver, Colorado. A partir de 2022, tem mais de 227 restaurantes corporativos e de franquia em 35 estados dos Estados Unidos e no Distrito de Columbia e 2 províncias canadenses.
Fundada em 2007 por Rick Schaden e Tom Ryan, a cadeia serve hambúrgueres “esmagados” usando um processo especializado de cozinhá-los numa grelha plana a alta temperatura. Esta técnica teve origem na região dos Grandes Lagos, em restaurantes de hambúrgueres de carne prensada, e tem sido um elemento básico durante décadas. O método tosta o hambúrguer para lhe dar sabor. Estes são depois cobertos com ingredientes adicionais e podem ser personalizados. Em tempos, a cadeia oferecia hambúrgueres únicos em cada cidade onde se situavam os seus restaurantes. O menu também inclui sanduíches de frango, peru e portobello, bem como batatas fritas, batatas-doces fritas, picles fritos e outros itens. Alguns locais oferecem o pão sem glúten Udi's.
O restaurante registou um crescimento rápido após a abertura do seu primeiro local em 2007 e acrescentou várias centenas de locais em poucos anos, embora um abrandamento mais acentuado da indústria dos “melhores hambúrgueres” tenha feito abrandar a sua dimensão e os seus planos de expansão. Os líderes da empresa consideraram inicialmente uma OPI, mas o operador de serviços rápidos Jollibee Foods Corporation, sediado nas Filipinas, comprou uma participação de 40% na empresa em 2015, altura em que foi avaliada em US$ 335 milhões. Em dezembro de 2018, a Jollibee adquiriu 100% da Smashburger.